# زمن مريان (مسلسل)
زمن مريان، مسلسل كويتي كوميدي اجتماعي. تأليف أيمن الحبيل وإخراج مازن الجبلي إنتاج شركة فروغي للإنتاج الفني عام 2010.

## فريق العمل
- طارق العلي.
- منى شداد.
- جمال الردهان.
- أمل عباس.
- هند البلوشي.
- سالي القاضي.
- محمد العجيمي.
- خالد العجيرب.
- محمد الحملي.
- فهد البناي.
- عبد الإمام عبد الله.
- مارتينا.
- بو خرشد.